# Jameson (Missouri)
Jameson és una població dels Estats Units a l'estat de Missouri. Segons el cens del 2000 tenia 120 habitants.

## Demografia
Segons el cens del 2000, Jameson tenia 120 habitants, 56 habitatges, i 37 famílies. La densitat de població era de 210,6 habitants per km².
Dels 56 habitatges en un 28,6% hi vivien nens de menys de 18 anys, en un 44,6% hi vivien parelles casades, en un 14,3% dones solteres, i en un 33,9% no eren unitats familiars. En el 32,1% dels habitatges hi vivien persones soles el 12,5% de les quals corresponia a persones de 65 anys o més que vivien soles. El nombre mitjà de persones vivint en cada habitatge era de 2,14 i el nombre mitjà de persones que vivien en cada família era de 2,54.
Per edats la població es repartia de la següent manera: un 20% tenia menys de 18 anys, un 20% entre 18 i 24, un 21,7% entre 25 i 44, un 22,5% de 45 a 60 i un 15,8% 65 anys o més.
L'edat mediana era de 38 anys. Per cada 100 dones de 18 o més anys hi havia 71,4 homes.
La renda mediana per habitatge era de 21.750 $ i la renda mediana per família de 26.250 $. Els homes tenien una renda mediana de 22.188 $ mentre que les dones 14.688 $. La renda per capita de la població era de 10.351 $. Entorn del 14,7% de les famílies i el 17,9% de la població estaven per davall del llindar de pobresa.

## Poblacions més properes
El següent diagrama mostra les poblacions més properes.